# Мендоза (град)
Мендоза (шп. Mendosa) је административни центар провинције Родригез де Мендоза перуанског региона Амазонас. Налази се у Сан Николас дистрикту на обали реке Уткубамба на 1.575 m надморске висине. Према подацима из 2005. године у граду је живело 3.261 житеља.
Мендоза се налази у тропском климатском појасу. Током године често је боравиште страних туриста.